# Shannon Purser
Pour les articles homonymes, voir Shannon et Purser.
Shannon Purser, née le 27 juin 1997 à Atlanta en Géorgie, est une actrice américaine.

## Biographie
Son agent la repère après qu'elle s'inscrit à son agence artistique.
Elle se fait connaître en 2016 pour son rôle de Barbara Holland dans la série télévisée de Netflix Stranger Things.
Elle joue aussi dans la série télévisée Riverdale, aussi présente sur Netflix, dans laquelle elle interprète le rôle d'Ethel Muggs, ainsi que dans Sierra Burgess Is a Loser, toujours sur Netflix, où elle incarne le rôle-titre.

## Vie privée
Le 18 avril 2017, elle déclare ouvertement sur Twitter sa bisexualité,.

## Filmographie

### Cinéma

#### Longs métrages
- 2017 : I Wish : Faites un vœu (Wish Upon) de John R. Leonetti : June
- 2018 : Sierra Burgess Is a Loser d'Ian Samuels : Sierra Burgess
- 2018 : La Reine de la fête (Life of the Party) de Ben Falcone : Connie

### Télévision

#### Séries télévisées
- 2016 : Stranger Things : Barbara Holland (7 épisodes)
- 2017 - 2023 : Riverdale : Ethel Muggs (25 épisodes)
- 2018 : Rise : Annabelle Bowman (10 épisodes)